# Karen Sanford
Pour les articles homonymes, voir Sanford.
Karen Elizabeth Sanford (31 mai 1932-15 novembre 2010) est une femme politique canadienne de la Colombie-Britannique. Elle est députée provinciale néo-démocrate de la circonscription britanno-colombienne de Comox de 1972 à 1986.
Elle meurt du cancer en 2010 à l'âge de 78 ans.